# شهرستان اسپلدینگ (جورجیا)
شهرستان اسپلدینگ، جورجیا (به انگلیسی: Spalding County, Georgia) یک سکونتگاه مسکونی در ایالات متحده آمریکا است که در جورجیا واقع شده‌است.